# 輕型戰車

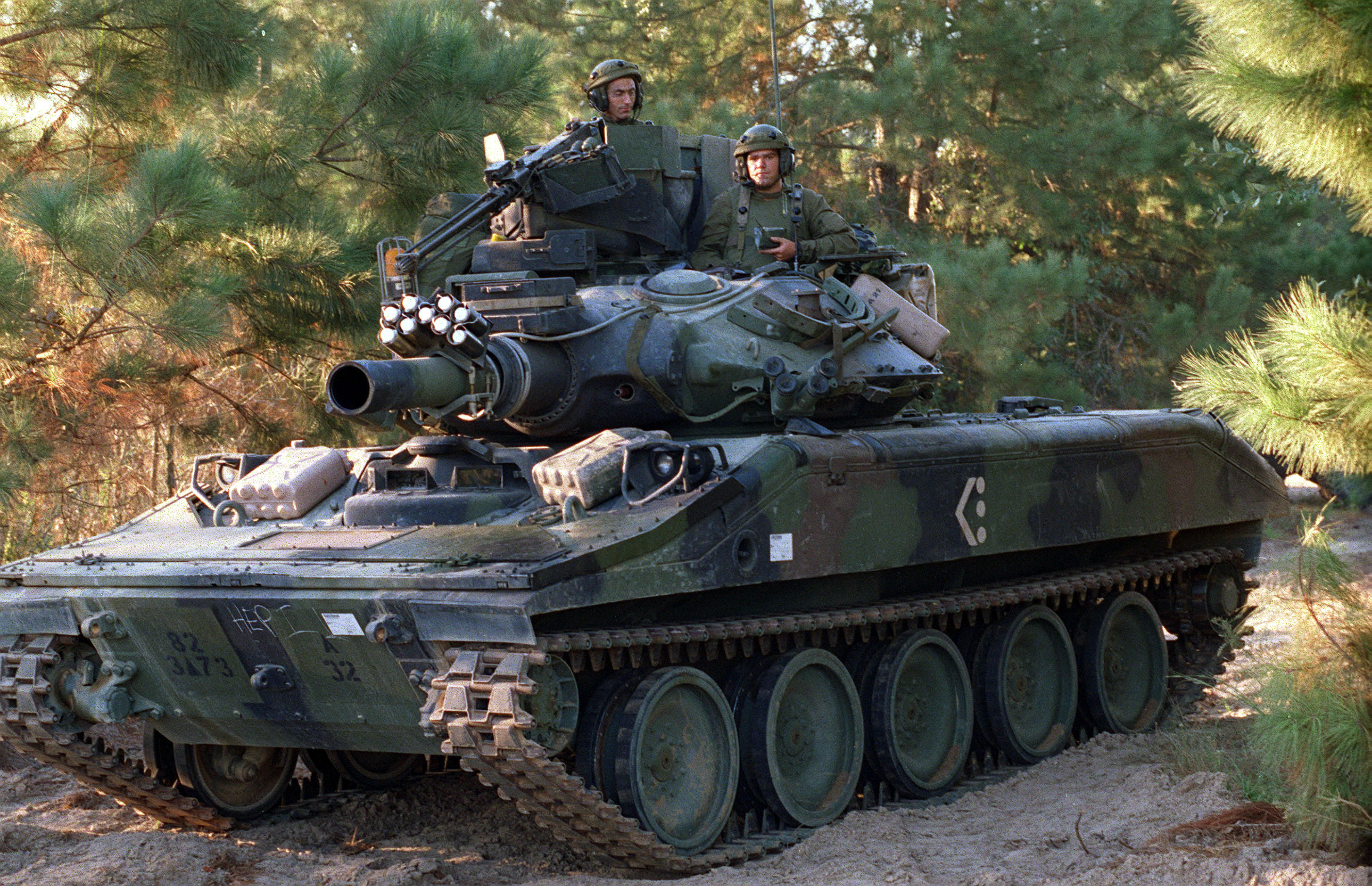
M-551謝里登輕型戰車

輕型戰車（簡稱輕坦）在第二次世界大戰時期是指車重在10至20噸和使用輕型戰車炮的戰車，當時的主要的輕型坦克舉例有:
- 苏联T-18坦克
- 苏联T-26戰車
- 苏联BT坦克
- 納粹德國二號戰車
- 美国M3/M5斯圖亞特坦克
- 美国M24霞飛戰車
- 日本九五式輕戰車

在二戰後輕型戰車的重量和火力都得到強化甚至直迫以往的中型戰車，舉例有:
- 苏联PT-76兩棲坦克
- 美国M551謝里登輕型坦克
- 美国M41輕型坦克
- 中華民國六四式輕戰車
- 中華民國M41D輕戰車
- 中华人民共和国62式轻型坦克
- 中华人民共和国VT-5輕型坦克
- 中华人民共和国15式輕型坦克

輕型戰車的作用是偵察和空降作戰，但有著裝甲薄弱的缺點，在現今各種反坦克武器之下生存率低，再加上步兵戰車的出現，故輕型戰車的發展已式微，只有中國因為高原與丘陵地多，還保有一定數量的輕型坦克。
不過近年美國在全球各地介入衝突，所以除了傳統的步兵師與裝甲師，還需要不同的兵種，如美国陆军第10山地师或美國陸軍第82空降師。山地師負責山地战，崎嶇的山地不適合重型主力戰車運動，輪型裝甲車的越野能力還是略遜於履帶型車輛，山區很多時候也會限制直升機的活動，但輕戰車卻符合所有的需求，可伴隨山地師在山區作戰。空降部隊是由方便傘降的輕裝步兵組成，因此極需火力支援，但重型主力戰車不易運輸，更不可能傘降，難以在第一時間配合空降師作戰。所以美國陸軍面對現實，選擇一款防護力較差，火力有限的支援系統即「機動防護火力系統（Mobile Protected Firepower , MPF）」。即M8-AGS與正式服役的M10布克戰車。。
1. ↑  . www.upmedia.mg.   [2023-07-19]. （原始内容存档于2023-07-19）.